# 政権は銃口から生まれる

1967年10月に発行される予定だった切手には、「共産党員は、みんな、『政権は銃口から生まれる』というこの真理を理解しなければならない」と書かれていた。

政権は銃口から生まれる（せいけんはじゅうこうからうまれる、簡体字中国語: 枪杆子里面出政权、繁体字中国語: 槍桿子裡面出政權）は、毛沢東によって残された言葉。

## 概要
1927年に毛沢東によって語られた。そして農民を中心とした武装勢力を率いて中国国民党と戦った。
ここで言う銃口とは、中国共産党の軍隊である人民解放軍のことである。
この言葉は国共内戦で共産党が国民党を制した原動力であり、軍事訓練には革命精神を忘れずに国防意識を高めるという意味がある。
毛沢東の著書『戦争和戦略問題』に、革命の中心任務と最高形態とは武力で政権を奪取することであると述べられており、政権は銃口から生まれるといことになる。中華人民共和国の建国当初は、蒋介石の国民党だけでなく群雄割拠する軍閥とも戦うこととなったため、人民解放軍の存在は中国共産党の存続と不可分であり、人民解放軍と中国共産党はほぼ一体であった。中華人民共和国が建国されてから人民解放軍を国軍化しようとする動きはあったものの、共産党一党独裁を支える柱として人民解放軍は中国共産党の軍隊であるという位置付けを変えていない。中国では新たな指導者が誕生すれば、それは人民解放軍との関係はどうであるかで安定性を量られてきた。このこと次第で人民解放軍が暴走して政治を左右させる懸念の要因ともなる。このため中国自身が銃口から政権が生まれるということの危険性を認識して、幾重にも人民解放軍に対する統制を規定する。
毛沢東は1949年に中華人民共和国を建国すると、人民解放軍を統制するのは国家ではなく共産党であるということを徹底させて、中国共産党の指導者は人民解放軍の主席（中国共産党中央軍事委員会主席）を兼務することとなっている。
中国の民主化を求める活動家は、政権は銃口ではなく投票用紙から生まれると訴えた。2023年4月10日にこの活動家には国家政権転覆罪で懲役14年が言い渡された。